# Map of the Soul: 7 - The Journey
Map of the Soul: 7 - The Journey è l'ottavo album in studio del gruppo musicale sudcoreano BTS, pubblicato il 15 luglio 2020.

## Descrizione
La notizia della potenziale uscita di un nuovo album in giapponese dei BTS è apparsa per la prima volta su Billboard Japan il 26 marzo 2020, quando la rivista, annunciando che il gruppo aveva registrato un brano inedito, Stay Gold, per la sigla del dorama Rasen no meikyū - DNA kagaku sōsa, ha scritto che esso sarebbe stato incluso "nel quarto album giapponese che verrà pubblicato quest'estate". La data dell'uscita e il titolo del disco, Map of the Soul: 7 - The Journey, sono stati comunicati l'8 maggio 2020 tramite i profili social del gruppo. Il tema dell'album è "la mappa del viaggio dei sette", e ripercorre la crescita del gruppo dal suo debutto in Corea nel 2013, rappresentando "le numerose gioie, successi, difficoltà e sfide" che ha sperimentato e la "ricerca della risposta a un viaggio che non finirà mai".

### Composizione
La tracklist è composta da 13 canzoni: cinque sono versioni in lingua giapponese di brani coreani appartenenti alla serie Map of the Soul, quattro provengono dai singoli del 2018-2019 Fake Love/Airplane pt. 2 e Lights/Boy with Luv, mentre i restanti quattro sono inediti.
Stay Gold, che fa da apripista al disco, comunica il messaggio "il mondo potrebbe non essere pieno di cose belle, ma per favore non perdere la tua brillantezza", ed è uscito come singolo il 19 giugno 2020.
Your Eyes Tell è una ballata scritta da Jungkook dei BTS ed esprime la convinzione che il futuro sarà luminoso nonostante le circostanze avverse. È stata usata per la colonna sonora del film Kimi no me ga toikakete iru (Your Eyes Tell) di Takahiro Miki, che aveva contattato il gruppo per una possibile collaborazione dopo aver sentito che un nuovo album in giapponese era in preparazione. Jungkook ha scritto il pezzo dopo aver letto la sceneggiatura e guardato il footage incompleto girato fino a quel momento, lavorando contemporaneamente su melodia e parole e alzando la chiave per adattarla all'estensione vocale di Jimin. Il testo esprime una "prospettiva bella e profonda dell'amore" come quella narrata nel film, parlando dell'atto di vegliare su qualcuno per proteggerlo. Inizialmente intesa per far parte del primo mixtape solista di Jungkook, la traccia era stata sottoposta per la considerazione insieme ad altre demo del gruppo poco prima che iniziasse la registrazione della colonna sonora. Dopo aver sentito la canzone, la cui direzione musicale era completamente diversa rispetto alle altre, Miki aveva giudicato che la "melodia luminosa", il "canto rilassato" e il modo in cui il testo conteneva la tagline della pellicola, "vegliare", si accordassero molto bene alla sua opera, decidendo di utilizzarla non solo come sigla di coda, ma anche nel corso del film. È stata la prima colonna sonora scritta da un artista straniero per un lungometraggio giapponese, e il primo tema musicale cinematografico dei BTS.
Intro: Calling e Outro: The Journey sono pezzi strumentali con, in sottofondo, spezzoni di voci provenienti da altre canzoni dell'album.

## Distribuzione
I pre-ordini sono iniziati l'8 maggio 2020 in Giappone, Corea del Sud e altri territori, mentre l'11 e il 15 giugno negli Stati Uniti. Il pre-salvataggio dell'opera sulle principali piattaforme musicali è stato avviato il 19 giugno. L'album è uscito il 15 luglio 2020 in formato digitale; l'edizione fisica è stata pubblicata quello stesso giorno in Giappone, Corea, Taiwan e Hong Kong. In Australia e Nuova Zelanda il CD è uscito il 17 luglio, mentre negli altri mercati il 7 agosto.
Il disco fisico ha otto varianti: quattro edizioni limitate identificate dalle lettere A-D, un'edizione regolare solo CD, e tre versioni limitate di quest'ultima. Le edizioni limitate A e B sono accompagnate da un DVD o da un Blu-ray contenenti i video musicali delle canzoni e alcuni filmati di retroscena, sostituiti, nelle edizioni limitate C e D, da un libretto fotografico da 56 pagine. L'edizione regolare consiste del CD e di un libretto da 20 pagine con i testi, inclusi anche nelle sue tre varianti limitate, le quali si differenziano tra loro per le photocard di accompagnamento. La tracklist è identica in tutte le versioni.

## Promozione
Il disco è stato accompagnato dalla distribuzione di un film online in due parti, BTS Music Journey, disponibile soltanto in territorio giapponese per un periodo limitato sul sito bts-mapofthesoul7.jp attraverso il browser Brave. La prima parte, un'intervista da 24 minuti, è stata pubblicata il 20 giugno 2020. La seconda parte è uscita il 23 luglio. Il film è stato reso disponibile per la visione in Corea del Sud e Stati Uniti dal 31 luglio al 30 settembre 2020.
Map of the Soul: 7 - The Journey è stato promosso anche attraverso diverse esibizioni televisive: il 22 giugno è stata trasmessa, durante il programma di TBS CDTV Live! Live! la prima performance live di Stay Gold seguita da una breve intervista, mentre il 13 luglio è stata la volta di Your Eyes Tell. Una seconda esibizione di Stay Gold è avvenuta durante la puntata del 14 luglio di Sukkiri su NTV. I BTS sono apparsi inoltre il 17 luglio a Buzz Rhythm 02 su NTV, mentre il 18 luglio sono stati intervistati e si sono poi esibiti con Stay Gold e Black Swan in coreano durante il programma Songs di NHK.
Il 5 luglio 2020 TV Tokyo ha trasmesso un'intervista esclusiva da 55 minuti con il gruppo, intitolata BTS Journey: ~Journey of 7~. È andata in onda contemporaneamente su sei canali del network TXN, visibili a Tokyo, Osaka, Aichi, Setouchi, in Hokkaido e a Kyushu. Il Japan Dong-a Ilbo ha commentato la trasmissione segnalando che un programma speciale di tale genere per pubblicizzare un album era una rarità anche per gli artisti giapponesi più noti, e indicava l'accresciuto interesse dei media locali per i BTS. Il programma è stato caricato sul sito bts-mapofthesoul7.jp in tre parti per un periodo di visione limitato fino al 30 settembre; la prima parte è uscita l'8 agosto.
Il gruppo ha inoltre partecipato a brevi interviste in collegamento remoto con alcuni programmi televisivi del mattino, tra cui Mezamashi TV su Fuji TV e Zip! Showbiz su NTV, e ha parlato del nuovo album in un servizio da otto pagine sul numero di Vogue Japan del mese di agosto.

## Accoglienza
Cristina Jaleru di Associated Press ha definito The Journey "sicuramente un viaggio con il suo pop puro e inalterato", mettendo in luce i differenti sound dell'album e la musica "contagiosa". Recensendo per Teen Vogue, Natasha Mulenga ha scritto che i quattro inediti (Your Eyes Tell, Stay Gold, Intro: Calling e Outro: The Journey) "portano ulteriormente i fan nel viaggio musicale e psicologico dei BTS", aggiungendosi alla loro "analisi del sé e della caduta delle immagini pubbliche, alla documentazione dei cambiamenti nelle esperienze di vita".

## Tracce
1. Intro: Calling – 1:25 (Uta, Sunny Boy, Melanie Joy Fontana, Michel "Lindgren" Schulz, Jun, KM-Markit)
2. Stay Gold – 4:03 (Uta, Sunny Boy, Melanie Joy Fontana, Michel "Lindgren" Schulz, Jun, KM-Markit)
3. Boy with Luv (versione giapponese) – 3:50 (Pdogg, RM, Melanie Joy Fontana, Michel "Lindgren" Schulz, "Hitman" Bang, Suga, Emily Weisband, J-Hope)
4. Make It Right (versione giapponese) – 3:46 (Fred Gibson, Ed Sheeran, Benjy Gibson, Jo Hill, RM, Suga, J-Hope)
5. Dionysus (versione giapponese) – 4:09 (Pdogg, J-Hope, Supreme Boi, RM, Suga, Roman Campolo)
6. Idol (versione giapponese) – 3:43 (Pdogg, Supreme Boi, "Hitman" Bang, Ali Tamposi, Roman Campolo, RM)
7. Airplane pt. 2 (versione giapponese) – 3:40 (Pdogg, RM, Ali Tamposi, Liza Owen, Roman Campolo, "Hitman" Bang, Suga, J-Hope)
8. Fake Love (versione giapponese) – 4:04 (Pdogg, "Hitman" Bang, RM)
9. Black Swan (versione giapponese) – 3:19 (Pdogg, RM, August Rigo, Vince Nantes, Clyde Kelly)
10. On (versione giapponese) – 4:08 (Pdogg, RM, August Rigo, Melanie Joy Fontana, Michel "Lindgren" Schulz, Suga, J-Hope, Antonina Armato, Krysta Youngs, Julia Ross)
11. Lights – 4:53 (Uta, Yohei, Sunny Boy)
12. Your Eyes Tell – 4:05 (Gustav Mared, Jeon Jung-kook, Uta, Jun)
13. Outro: The Journey – 1:17 (Uta, Gustav Mared, Jeon Jung-kook, Jun)

Edizioni limitate A e B (DVD + Blu-ray)
1. Stay Gold Music Video
2. On Music Video (Japanese ver.)
3. Black Swan Music Video (Japanese ver.)
4. Lights Music Video
5. Idol Music Video (Japanese ver.)
6. Airplane Pt. 2 Music Video (Japanese ver.)
7. Fake Love Music Video (Japanese ver.)
8. Stay Gold Making of Music Video – 20:11
9. Making of Jacket Photos – 21:20

## Formazione
Crediti tratti dalle note di copertina dell'album.
Gruppo
- Jin – voce
- Suga – rap, scrittura (tracce 3-5, 7, 10)
- J-Hope – rap, scrittura (tracce 3-5, 7, 10), ritornelli (tracce 5, 9), gang vocal (tracce 5-6)
- RM – rap, scrittura (tracce 3-10), ritornello (traccia 5), gang vocal (tracce 5-6)
- Park Ji-min – voce, ritornello (traccia 11)
- V – voce
- Jeon Jung-kook – voce, ritornelli (tracce 2-12), gang vocal (traccia 6), scrittura (tracce 12-13)

Produzione
- Paul Addleman – assistenza alla direzione (traccia 10)
- Adora – ritornello (traccia 7)
- Antonina Armato – scrittura (traccia 10)
- Bianca Arriaga – tamburo (traccia 10)
- Del Atkins – basso (traccia 10)
- Emma Atkins – tamburo (traccia 10)
- Chris Badroos – corno (traccia 10)
- "Hitman" Bang – scrittura (tracce 3, 6-8), tastiera (traccia 7)
- Duane Benjamin – direzione d'orchestra (traccia 10)
- Dedrick Bonner – direzione del coro (traccia 10), coro (traccia 10)
- Haley Breland – corno (traccia 10)
- Tym Brown – coro (traccia 10)
- Rastine Calhoun – corno (traccia 10)
- Christopher Calles – corno (traccia 10)
- Clayton Cameron – tamburo (traccia 10)
- Roman Campolo – scrittura (tracce 5-7)
- Cherene Cexil – coro (traccia 10)
- Siobhan Chapman – tamburo (traccia 10)
- Matthew Chin – corno (traccia 10)
- Justin Cole – tamburo (traccia 10)
- Kayla Collins – coro (traccia 10)
- Meloney Collins – assistenza alla direzione del coro (traccia 10)
- Jason de Leon – tamburo (traccia 10)
- D.O.I. – missaggio (tracce 1, 11-13)
- DJ Riggins – assistenza al missaggio (tracce 3, 5, 9-10)
- El Capitxn – editing digitale (tracce 4-5)
- Matthew Espinoza – corno (traccia 10)
- Ken Fisher – direzione associata (traccia 10)
- Melanie Joy Fontana – scrittura (tracce 1-3, 10), ritornelli (tracce 3, 10)
- James Ford – corno (traccia 10)
- Kia Dawn Fulton – coro (traccia 10)
- Chris Gehringer – mastering
- Ghstloop – editing digitale (traccia 9)
- Benjy Gibson – scrittura (traccia 4)
- Fred Gibson – produzione (traccia 4), scrittura (traccia 4), batteria (traccia 4), tastiera (traccia 4), sintetizzatore (traccia 4), programmazione (traccia 4)
- Diana Greenwood – tamburo (traccia 10)
- Summer Greer – coro (tracce 10)
- Enniss Harris – corno (traccia 10)
- Spencer Hart – corno (traccia 10)
- Jo Hill – scrittura (traccia 4)
- Hiss Noise – editing digitale (tracce 3-8, 10), gang vocal (traccia 5)
- Keita Joko – editing digitale (traccia 12)
- Jaycen Joshua – missaggio (tracce 3, 5, 7, 9-10)
- Jun – scrittura (tracce 1-2, 12-13)
- Jung Wooyoung – registrazione (traccia 11)
- Clyde Kelley – scrittura (traccia 9)
- Brenden Kersey-Wilson – corno (traccia 10)
- Kim Jeeyeon – registrazione (tracce 2, 4-5)
- Kim Minsoo – editing digitale (traccia 6)
- KM-Markit – scrittura (tracce 1-2), arrangiamento rap (tracce 2-8, 11), testo in giapponese (tracce 3-10)
- Moiro Konchellah – coro (traccia 10)
- Sam Kredich – corno (traccia 10)
- Lee Taewook – chitarra (tracce 3, 7-8)
- Evan Mackey – corno (traccia 10)
- Gustav Mared – produzione (traccia 12), scrittura (tracce 12-13),tastiera (traccia 12), sintetizzatore (traccia 12), chitarra (traccia 12)
- Jesus Martinez – corno (traccia 10)
- Chadaé McAlister – coro (tracce 10)
- Collin McCrary – corno (traccia 10)
- Kevin McKeown – direzione (traccia 10)
- Rashwan McLean – assistenza al missaggio (traccia 7)
- Moon Soojeong – editing digitale (traccia 7)
- Vince Nantes – scrittura (traccia 9)
- Katie Osborn – corno (traccia 10)
- Liza Owen – scrittura (traccia 7)
- Park Eunjeong – registrazione (traccia 2)
- Park Jinse – registrazione (tracce 3, 6, 11)
- Marcus Perez – corno (traccia 10)
- Pdogg – scrittura (tracce 3, 5-10), arrangiamento voci (tracce 2-5, 7-12), registrazione (tracce 2-5, 7-12), produzione (tracce 3, 5-10), tastiera (tracce 3, 5-10), sintetizzatore (tracce 3, 5-10), gang vocal (traccia 5)
- J. Pearl – editing digitale (traccia 8)
- Phil X – chitarra (traccia 5)
- Samuel Pounds – coro (traccia 10)
- Eric Reichers – registrazione (traccia 10)
- James F. Reynolds – missaggio (tracce 4, 8)
- Jacob Richards – assistenza al missaggio (tracce 3, 5, 7, 9-10)
- August Rigo – scrittura (tracce 9-10)
- Julia Ross – scrittura (traccia 10)
- Ken Sarah – tamburo (traccia 10)
- Michel "Lindgren" Schultz – scrittura (tracce 1-3, 10), registrazione (tracce 3, 10)
- Mike Seaberg – assistenza al missaggio (tracce 3, 5, 7, 9-10)
- Ed Sheeran – scrittura (traccia 4)
- Walter Simonsen – tamburo (traccia 10)
- Michael Stranieri – corno (traccia 10)
- Sunny Boy – scrittura (tracce 1-2, 11)
- Supreme Boi – scrittura (tracce 5-6), gang vocal (tracce 5-6), registrazione (tracce 5-6, 9-10, 12), editing digitale (traccia 5), ritornello (tracce 6, 8), arrangiamento voci (traccia 6), arrangiamento rap (tracce 9-10)
- Ali Tamposi – scrittura (tracce 6-7)
- Uta – produzione (tracce 1-2, 11-13), scrittura (tracce 1-2, 11-13), tastiera (tracce 1-2, 11, 13), sintetizzatore (tracce 1-2, 11-13), chitarra (tracce 1-2, 11, 13), registrazione (tracce 1-2, 12-13), editing digitale (tracce 2, 11-12)
- Joshua Von Bergmann – tamburo (traccia 10)
- Masaya Wada – arrangiamento voci (tracce 2, 11)
- Emily Weisband – scrittura (traccia 3)
- Amber Wright – coro (traccia 10)
- Yohei – ritornello (tracce 2, 11-12), scrittura (traccia 11)
- Young – chitarra (traccia 10)
- Zakiya Young – coro (traccia 10)
- Krysta Youngs – scrittura (traccia 10)

## Successo commerciale
In Giappone l'album è entrato in prima posizione nella classifica giornaliera Oricon, avendo venduto 447.869 copie durante le prime ventiquattr'ore di disponibilità, più che raddoppiando il risultato ottenuto dal suo predecessore Face Yourself (188.000 copie nella stessa finestra temporale) e superando le 500.000 copie il giorno successivo. Ha anche stabilito il nuovo record di vendite durante la prima giornata per un artista straniero in Giappone, e appena uscito è diventato il disco più venduto dell'anno fino a quel momento; il record di best seller del 2020 nel Paese è stato infranto ad agosto da Stray Sheep di Kenshi Yonezu. Journey ha mantenuto la posizione in vetta alla classifica giornaliera per sei giornate consecutive, figurando primo anche in quella settimanale del periodo 13-19 luglio con oltre 564.000 copie, infrangendo due record: maggior numero di copie vendute nel 2020 durante la prima settimana, e vendite più alte mai conseguite durante i primi sette giorni di disponibilità da un artista maschile straniero. È stato il sesto album del gruppo a debuttare direttamente in prima posizione nella classifica giapponese, e il secondo del 2020 dopo Map of the Soul: 7. Il 7 agosto 2020 è stato certificato triplo disco di platino per aver venduto 750.000 copie.
L'album è riuscito a classificarsi sia nel Regno Unito che negli Stati Uniti grazie alle sole vendite digitali avvenute nei due giorni che hanno seguito la sua pubblicazione, debuttando rispettivamente alla 56ª posizione della Official Albums Chart e alla 115ª della Billboard 200. Con l'uscita dell'edizione fisica il 7 agosto ha raggiunto un nuovo picco sia nel Regno Unito, figurando 35º nella classifica degli album, sia negli Stati Uniti alla posizione 14, vendendo 28.000 unità di cui 26.000 copie pure. È stato il secondo album giapponese del gruppo a classificarsi nella Billboard 200 dopo Face Yourself e quello con il miglior piazzamento, oltre che il loro decimo titolo alla prima posizione della World Albums Chart di Billboard.
Map of the Soul: 7 - The Journey è stato l'ottavo album più venduto al mondo nel 2020 secondo l'International Federation of the Phonographic Industry, totalizzando 1,2 milioni di copie fisiche e digitali.
Stay Gold è stata 52ª sulla Gaon Download Chart, decima sulla Official Singles Downloads Chart, sesta sulla Oricon Digital Singles Chart e dodicesima sulla Oricon Singles Chart. Negli Stati Uniti è entrata nella Bubbling Under Hot 100 al nono posto, al sesto nella Digital Song Sales e in vetta alla World Digital Song Sales Chart.
In Giappone, Your Eyes Tell è apparsa al primo posto nella classifica dei singoli digitali più venduti il 15 luglio 2020 con 13.089 download, oltre che al quinto di quella settimanale con 17.223 download. In Nord America è stato il 21º brano del gruppo al primo posto della classifica World Digital Song Sales e la sua 125ª entrata complessiva. È apparso anche nella Digital Song Sales Chart in posizione 12.

## Classifiche

### Classifiche settimanali
| Classifica (2020-21) | Posizione massima |
| -------------------- | ----------------- |
| Australia            | 9                 |
| Austria              | 5                 |
| Belgio (Fiandre)     | 23                |
| Belgio (Vallonia)    | 18                |
| Canada               | 90                |
| Croazia              | 12                |
| Francia              | 18                |
| Germania             | 6                 |
| Giappone             | 1                 |
| Irlanda              | 19                |
| Italia               | 33                |
| Nuova Zelanda        | 7                 |
| Paesi Bassi          | 51                |
| Polonia              | 15                |
| Portogallo           | 1                 |
| Regno Unito          | 35                |
| Spagna               | 11                |
| Stati Uniti          | 14                |
| Svizzera             | 7                 |
| Ungheria             | 4                 |

### Classifiche di fine anno
| Classifica (2020) | Posizione |
| ----------------- | --------- |
| Giappone          | 3         |
| Portogallo        | 81        |
| Ungheria          | 48        |
| Classifica (2021) | Posizione |
| Ungheria          | 75        |

## Riconoscimenti
- Japan Gold Disc Award[95]
  - 2021 – Album dell'anno (Asia)
  - 2021 – Tre miglior album (Asia)